# E2A Architekten
E2A Architekten ist ein Schweizer Architekturbüro in Zürich.

## Geschichte
E2A Architekten (E2 steht für die beiden Brüder, A für Architektur) wurde von den Brüdern Piet und Wim Eckert 2001 in Zürich gegründet, die von 2009 bis 2011 Gastprofessoren für Architektur und Nachhaltigkeit an der HafenCity Universität in Hamburg waren. Seither haben sich E2A mit der Gestaltung von Ausstellungen, Industrie- und Gewerbebauten, kulturellen und öffentlichen Einrichtungen, sowie Wohnbebauungen befasst. Darüber hinaus haben sie zahlreiche städtebauliche und architektonische Studien entwickelt  und zum gegenwärtigen Architekturdiskurs beigetragen.
Im Gestaltungsprozess legen E2A ihr Hauptaugenmerk auf den interdisziplinären Prozess und die konzeptionelle Entwicklung, die eine Synthese einer analytischen Reaktion auf den Kontext, sowie einer hypothetischen und programmatischen Annäherung im Interpretieren gegenwärtiger Anforderungen ist. In Teams von Architekten, Ingenieuren, Künstlern, Bühnenbildnern, sowie Regisseuren, Fachplanern und Projektmanagern arbeiten sie an der Entwicklung des Raums. Die bekanntesten Arbeiten umfassen die Heinrich-Böll-Stiftung in Berlin (2008), die Broelbergüberbauung in Kilchberg, einem Vorort von Zürich (2003), das Auditorium und die Bibliothek in Stäfa (2011) sowie die neue Schule für das Zentrum für Gehör und Sprache in Zürich (2008). Zu den Studien, die Auskunft über ihre Arbeit geben, zählt unter anderem die Miesology, eine Serie von Collagen, die Bilder Mies van der Rohes gegenüberstellt und über architektonische und kontextuelle Strategien reflektiert. Das Projekt Europaallee, Baufeld H, welches die Integration des umliegenden Bezirks und die nachhaltige Entwicklung vorantreibt und die Escherterrassen, beide in Zürich, ergänzen das Stadtgefüge und die Skyline von Zürich.

## Stil
Projektübergreifend zeichnen sich die Arbeiten von E2A durch ein Interesse an klassischen Konzepten aus, insofern ein Wiederaufgreifen dieser Ideen in der heutigen Zeit als sinnig erscheint. Mit dem Bau der Heinrich-Böll-Stiftung haben E2A an ihre Collage-Studien zu Mies van der Rohes Arbeiten angeknüpft. In diesem Fall haben sie zwei Mies-Ikonen gegenübergestellt – das Farnsworth House, welches sich zur Landschaft hin öffnet, und seinen Wolkenkratzer in Manhattan, das Seagram Building. In diesem Beispiel verbinden sich Moderne und Enthusiasmus für Technologie  zu einem Gebäude für eine ökologisch ausgerichtete Stiftung. Der Bau des Zentrums für Gehör und Sprache beruft sich  auf die Konzeption Sempers, dass ein Haus aus einem Sockel, Stützen und einem Dach besteht. Das Auditorium in Stäfa setzt sich mit der Idee der Monumentalität auseinander, welches im aufgedruckten Betonrelief zum Ausdruck kommt, das sich an die lokalen Obstbäume anlehnt. Die Fassade erhält einen Ausdruck von Monumentalität, welcher den Bezug und die Reminiszenz zum Vergangenen herstellt.

## Auszeichnungen
- 2002: Flying Fish, Award for Sustainable Building, für Pavillon Nouvelle DestiNation Expo.02, Biel
- 2007: Best Architects 08, Terrassenhäuser, Meilen
- 2008: Best Architects 09, Triangel Haus, Winterthur
- 2008: Swiss Solar Prize 2008, für Sportanlage Juchhof, Zürich
- 2009: BDA-Preis Berlin 09, Anerkennung für die Heinrich-Böll-Stiftung, Berlin
- 2010: Green Good Design Award, für die Heinrich-Böll-Stiftung, Berlin
- 2012: Deutsches Gütesiegel Nachhaltiges Bauen (DGNB), Gold Label für das Baufeld H, Europaallee, Zürich
- 2012: Best Architects 13, Auditorium und Bibliothek, Stäfa
- 2014: Fritz-Höger-Preis für Backstein-Architektur, Auszeichnung in Silber für die Escher Terrassen, Zürich[10]
- 2016: American Architecture Prize, Auszeichnung in Silber für den Escher Park und das Haus B, Zürich[11][12]
- 2016: American Architecture Prize, Lobende Erwähnung für den Campus Moos, Rüschlikon[13]
- 2019: Verzinkerpreis für Architektur und Metallgestaltung für taz Neubau, Berlin[14]
- 2020: DAM-Preis für Architektur in Deutschland, Finalist, taz Neubau, Berlin[15]
- 2020: Architekturpreis Berlin e. V., taz Neubau, Berlin[16][17]

## Gebäude und Entwürfe (Auswahl)
- Escherterrassen, Zürich – Im Bau. Wettbewerb 2006, 1 Rang.
- Europaallee, Baufeld H, Zürich – Im Entwurf. Wettbewerb 2009, 1 Rang.
- Escherpark Wohnungsbau, Zürich – Im Entwurf. Wettbewerb 2008, 1 Rang.
- Marina Tiefenbrunnen, Zürich – Studie 2008-12.
- Auditorium und Bibliothek, Stäfa – Fertigstellung 2011. Wettbewerb 2005, 1 Rang.
- Schulzentrum, Opfikon – Fertigstellung 2010. Wettbewerb 2004, 1 Rang.
- Heinrich-Böll-Stiftung, Berlin – Fertigstellung 2008. Wettbewerb 2005, 1 Rang.
- Zentrum für Gehör und Sprache, Zürich – Fertigstellung 2008. Wettbewerb 2003, 1 Rang.
- Triangel Haus, Winterthur – Fertigstellung 2008.
- Training Center and Sports Facilities, Zürich – Fertigstellung 2007. Wettbewerb 2005, 1 Rang.
- Country Haus, in der Nähe von Zürich – Fertigstellung 2007.
- Escher-Wyss Areal, Zürich – 2006. Wettbewerb, Masterplan, 1 Rang.
- Tiroler Nationale Ausstellung LA05, Hall i.T./Innsbruck – Fertigstellung 2005. Wettbewerb 2003, 1 Rang.
- Deltametropol, Leiden – 2005. Urbane Studie im Zusammenhang mit Holland Rijnland Deltametropol, Technische Universität, Delft.
- Terrassenhäuser, Meilen – Fertigstellung 2004.
- Hotel Beau Rivage, Biel – Wettbewerb 2003, 1st Prize.
- Broelberg Wohnhäuser, Kilchberg – Fertigstellung 2003. Wettbewerb 2001, 1 Rang.
- World Trade Organization, Erweiterung, Genf – Wettbewerb 2003, 1 Rang.
- Nouvelle DestiNation – Fertigstellung 2002. Wettbewerb 2000, 1 Rang.
- Schweizer Botschaft, Washington DC – Competition, 2001, 2. Rang.
- AlpTransit, Erstfeld und Pollegio – Competition 2001, 3. Rang.